# Pemongkong
Pemongkong is een bestuurslaag in het regentschap Oost-Lombok van de provincie West-Nusa Tenggara, Indonesië. Pemongkong telt 11.776 inwoners (volkstelling 2010).